# 絶望
絶望（ぜつぼう）とは、希望のない様子を指す。英語ではディスペア（英: Despair）。

## 概要
社会的地位の喪失、信頼すべき相手（家族や親友、恋人など）の喪失・裏切りまたは死去などに遭遇し、未来への希望を失ったとき、人は絶望に陥る。
戦争などの極限状態では絶望が起こりやすい。平時でも、強姦や児童虐待、リストラやいじめなど辛い経験に遭遇し、絶望することがある。
また、幼少期の児童虐待や育児放棄等によって、成人期に精神疾患境界性パーソナリティ障害により絶望が増強することがある（ひどいケースでは解離性同一性障害を発症する、治療は困難を極める）。
絶望している際は、ひどい孤独感、世界から孤立し社会的に見捨てられたような感覚に襲われ、場合によっては自殺を考えるに至る。
自殺に至らなくても「生きているのが辛い」というのも絶望の末期と考えられる。
絶望に陥りやすいパーソナリティがあるという説がある。完璧主義的な人は、自分では乗り越えられない壁にぶつかると絶望しやすい。自尊心の低すぎる人は絶望しやすいともされる。
実存主義の哲学者セーレン・キェルケゴールは、著書『死に至る病』において、絶望の根底には自己意識があり、絶望とは死に至る病なのだと述べたうえで、絶望の対極に神による罪の赦しを挙げている。